# Sinagoga di Monticelli d'Ongina
La sinagoga di Monticelli d'Ongina, oggi ristrutturata ed adibita ad appartamento, si trovava a Monticelli d'Ongina in un edificio dell'attuale via Garibaldi. 

## L'edificio
Poco si sa di questa sinagoga. Venne costruita nel 1840 sul luogo di un precedente oratorio del quale non si hanno, però, notizie certe. L'edificio ospitava la casa del rabbino e la sala di preghiera della fiorente comunità ebraica di Monticelli d'Ongina. Con il progressivo declino demografico della comunità, i cui membri cominciarono a trasferirsi verso le città, la sinagoga cadde in disuso, finché nel 1930 ne fu decisa la vendita. Da via Garibaldi si possono ancora notare alcune finestre ad arco con colonnine mentre da via Cavour si può capire, da una finestra tagliata a metà, che la sala di preghiera, all'ultimo piano dell'edificio, doveva essere più grande della porzione visibile oggi. In assenza di documentazione è impossibile offrire una descrizione di quelli che dovevano essere le decorazioni e gli arredi della sinagoga. Un pezzo importante di questo luogo, però, è esposto al Museo Ebraico Fausto Levi di Soragna: si tratta dell'Aron ha-Qodesh, l'Armadio Sacro che contiene i rotoli della Torah.